# Dasineura volantis
Dasineura volantis är en tvåvingeart som beskrevs av Gagne 2004. Dasineura volantis ingår i släktet Dasineura och familjen gallmyggor.
Artens utbredningsområde är New York. Inga underarter finns listade i Catalogue of Life.